# 杨珪 (元朝)
杨珪，元朝将领，汴梁路杞县人，杨彦珍的儿子。
1254年，杨珪以邓州副千户领其父杨彦珍旧部。江汉督府遣别将攻打南宋房州，被宋兵堵截，杨珪去救援。在分道口交战，斩其副将杜胡。又在马嘶山通道交战。跟随史天泽援助开、达二州，擒获俘虏五百口。又跟随阿朮围襄阳，在湖城寨擒获宋将解都统、樊提辖，在野鹅池擒获赵总管，在蚌山擒获刘都官，在狢子川擒获王总管。1269年（至元六年），攻克襄阳，授敦武校尉。1275年（至元十二年），跟随伯颜攻汉阳，有先登之功。参与阳逻堡之战，获船五十五艘。跟随阿里海涯参与荆口之战，攻沙市，也有有先登之功。略地峡州，招抚自保乡民，以宜都富民骆升为县尹，招还五千户。围攻潭州，晋升为武略将军、千户，佩金符。攻克衡州、永州、全州、道州四州、静江府，进宣武将军、总管，佩虎符。攻克西融州，召还，进升为明威将军、副万户，再升为广威将军、万户，驻守襄阳。他大小七十余战，身被五创，矢中右手，其后去世。